# Plectus parainquirendus
Plectus parainquirendus är en rundmaskart som beskrevs av Gagarin 1971. Plectus parainquirendus ingår i släktet Plectus och familjen Plectidae. Inga underarter finns listade i Catalogue of Life.